# Ga Charoen Nakhon
Ga Charoen Nakhon (tiếng Thái: สถานีเจริญนคร) là một ga trên Tuyến Gold, nằm tại Khlong San, Băng Cốc, Thái Lan. Tên chính thức là Charoen Nakhon, nhưng còn được gọi là Ga ICONSIAM (tiếng Thái: สถานีไอคอนสยาม, RTGS: Sathani Aikhon Sayam) sau khi khu phức hợp Iconsiam được đặt tại trước nhà ga. Nhà ga nằm trên đường Charoen Nakhon và mở cửa ngày 16 tháng 12 năm 2020.

## Bố trí ga
| U3 Sân ga                      |                                                                      | |
| Ke ga, cửa sẽ mở phía bên trái |                                                                      | |
| Sân ga 2                       | Tuyến Gold hướng đi Krung Thon Buri                                  | |
| Sân ga 1                       | Tuyến Gold hướng đi Khlong San, Krung Thon Buri (ngoài giờ cao điểm) | |
| Ke ga, cửa sẽ mở phía bên trái |                                                                      | |
| U2 Khu vực vé                  | Tầng bán vé                                                          | Lối thoát 1-2, trung tâm dịch vụ khách hàng, phòng vé, máy bán vé Iconsiam (tòa nhà chính và tòa nhà mở rộng) |
| G Đường đi                     | -                                                                    | Trạm xe buýt, Mitr Phol Business Administration Technological College, Millennium Hilton Hotel Magnolias Waterfront Residences and The Residences at Mandarin Orient. Tel Bangkok Charoen Rat Road, Soi Charoen Nakhon 2, Soi Charoen Nakhon 3, Soi Charoen Nakhon 4, Soi Charoen Nakhon 5, Thuyền cao tốc Chao Phraya, ICONSIAM |

Sân ga 2 sẽ không được sử dụng ngoài giờ cao điểm và sân ga 1 tàu sẽ hoạt động cả hai hướng.

## Lối thoát

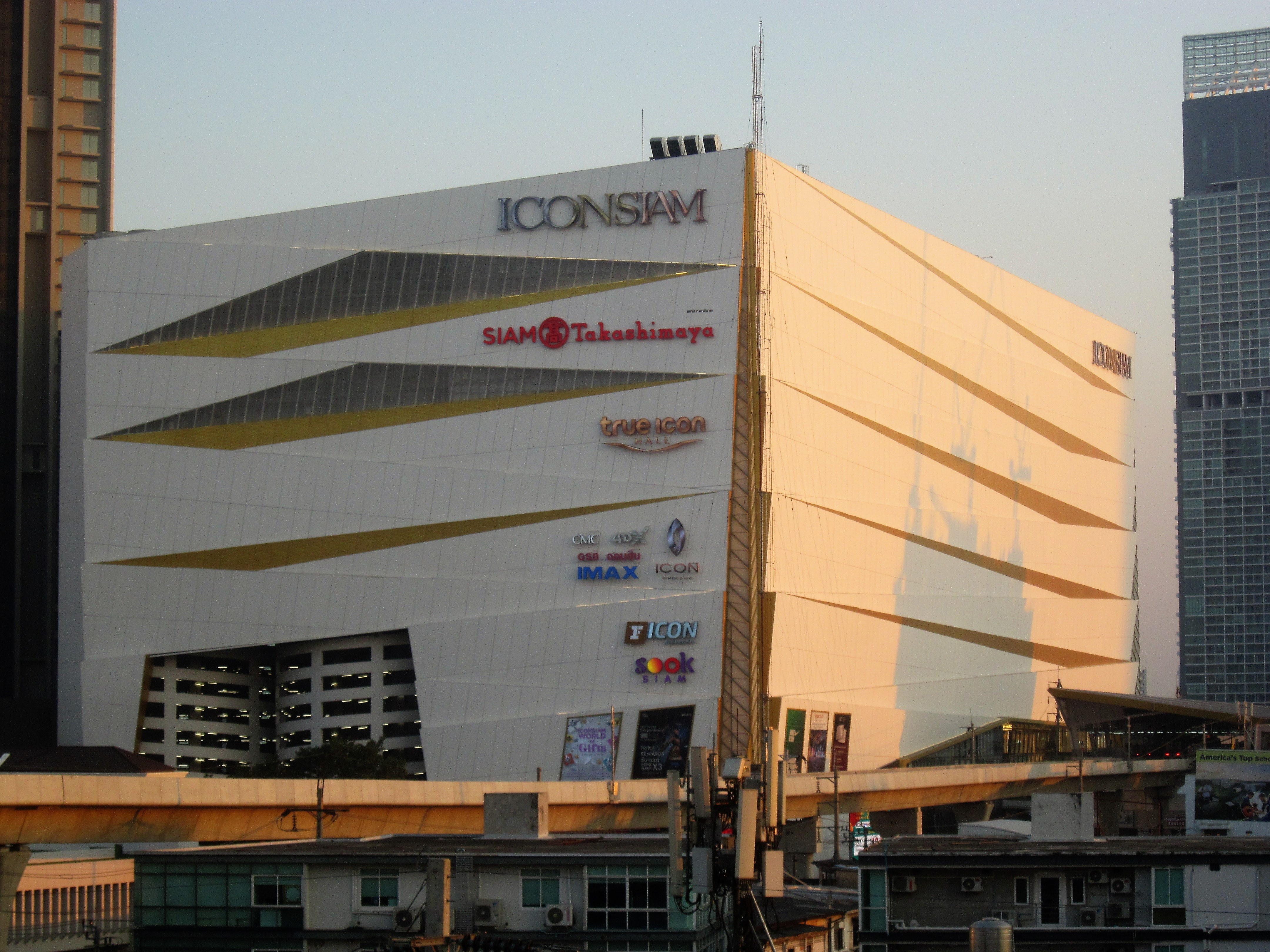
Iconsiam, một trong những địa điểm gần ga Charoen Nakhon nhất.

- Lối thoát 1: Iconsiam (ICS Building), Mitr Phol Business Administration Technology College, Soi Charoen Nakhon 2, Soi Charoen Nakhon 4
- Lối thoát 2: Iconsiam (cầu nối Charoen Nakhon Hall)
- Lối thoát 3: Iconsiam (tòa nhà chính), Magnolias Waterfront Residences and The Residences at Mandarin Oriental, Bangkok, Millennium Hilton Bangkok Hotel, Soi Charoen Nakhon 3, Soi Charoen Nakhon 5

## Xe buýt kết nối
BMTA
- 3: Mo Chit 2–Khlong San
- 6: Phra Pradaeng–Bang Lamphu (quản lý bởi Thai Smile Bus Co., Ltd.)
- 84: Wat Rai Khing–BTS Krung Thon Buri
- 88: KMUTT Bang Khun Thian–Lat Ya
- 105: Maha Chai Mueang Mai–Khlong San
- 111: Charoen Nakhon–Talat Phlu
- 120: Nút giao Samut Sakhon–Ban Khaek (quản lý bởi Thai Smile Bus Co., Ltd.)
- 149: Phuttamonthon Sai 2–Ekkamai (quản lý bởi Krungthep Rotruam Borikan Co., Ltd.)